# CIMIC Group

Historisches Logo

Die Cimic Group (ehemals Leighton Holdings) ist ein börsennotiertes australisches Bauunternehmen mit Firmensitz in Sydney.
Gegründet wurde das Unternehmen 1949 von Stanley Leighton.
Die Cimic Group wird zu rund 70 Prozent von dem deutschen Unternehmen Hochtief gehalten und gehört damit auch seit 2011 zur spanischen Grupo ACS.
Seit April 2015 firmiert Leighton Holdings als Cimic Group. Dieser Namenswechsel war aufgrund von Imageschäden nach einem Korruptionsskandal notwendig geworden. Der neue Name steht für Construction, Infrastructure, Mining and Concessions.
CIMIC hält eine 45%ige Beteiligung an der Habtoor Leighton Group, die überwiegend am Persischen Golf tätig ist.